# Edinburgh (Indiana)
Edinburgh is een plaats (town) in de Amerikaanse staat Indiana, en valt bestuurlijk gezien onder Bartholomew County en Johnson County en Shelby County.

## Demografie
Bij de volkstelling in 2000 werd het aantal inwoners vastgesteld op 4505.
In 2006 is het aantal inwoners door het United States Census Bureau geschat op 4582, een stijging van 77 (1,7%).

## Geografie
Volgens het United States Census Bureau beslaat de plaats een oppervlakte van
7,4 km², geheel bestaande uit land. Edinburgh ligt op ongeveer 199 m boven zeeniveau.

## Plaatsen in de nabije omgeving
De onderstaande figuur toont nabijgelegen plaatsen in een straal van 20 km rond Edinburgh.